# Речковский сельсовет
Речковский сельсовет — административная единица на территории Ивацевичского района Брестской области Республики Беларусь. Административный центр — деревня Речки.

## Состав
Речковский сельсовет включает 4 населённых пункта:
- Гутка — деревня.
- Краи — деревня.
- Речки — деревня.
- Рудня — деревня.

## Промышленность и сельское хозяйство
- Производственный участок «Речки» СПК «Гортоль»
- Производственный участок «Краи» СПК «Гортоль»
- Крайское и Руднянское лесничество ГЛХУ «Телеханский лесхоз».

## Социальная сфера
- ГУО «Крайская средняя школа», ГУО «Речковская средняя школа», ГУО «Руднянская базовая школа», ГУО «Речковский детский сад».
- Речковский сельский Дом культуры, Крайский сельский клуб, Руднянский сельский клуб, Крайский сельский клуб-библиотека; сельские библиотеки: д. Речки, д. Рудня.
- Речковская амбулатория врача общей практики, фельдшерско-акушерские пункты: д. Краи, д. Рудня.
- Комплексный приемный пункт д. Речки.